# Leif Hoste
Leif Hoste (Cortrique, el 17 de julio de 1977) es un exciclista profesional belga. Debutó como profesional con el equipo Vlaanderen 2002-Eddy Merckx en el año 1998.
Destacó como contrarrelojista, siendo el principal dominador del Campeonato de Bélgica Contrarreloj de la década de los años 2000. Así mismo destacó como un corredor notable en las clásicas de primavera sobre pavés, donde ha conseguido varias posiciones de mérito.
El 1 de diciembre de 2012 anunció su retirada del ciclismo tras catorce temporadas como profesional y con 35 años de edad. A finales de 2013, Leif fue sancionado con dos años de suspensión (a pesar de que ya estaba retirado) por dar valores irregulares en su pasaporte biológico.

## Palmarés
1998
- 1 etapa del Tour del Porvenir

2000
- 3.º en el Campeonato de Bélgica Contrarreloj
- 1 etapa del Tour de Valonia

2001
- Campeonato de Bélgica Contrarreloj

2003
- 2.º en el Campeonato de Bélgica Contrarreloj

2004
- 3.º en el Campeonato de Bélgica Contrarreloj

2006
- Tres días de La Panne, más 2 etapas
- Campeonato de Bélgica Contrarreloj

2007
- Campeonato de Bélgica Contrarreloj

2008
- 2.º en el Campeonato de Bélgica Contrarreloj

2010
- 3.º en el Campeonato de Bélgica Contrarreloj

## Resultados en Grandes Vueltas y Campeonatos del Mundo
Durante su carrera deportiva consiguió los siguientes puestos en las Grandes Vueltas y en los Campeonatos del Mundo en carretera:
| Carrera              | Carrera              | 1998 | 1999 | 2000 | 2001 | 2002 | 2003 | 2004 | 2005 | 2006 | 2007  | 2008  | 2009 | 2010  | 2011 | 2012 |
| -------------------- | -------------------- | ---- | ---- | ---- | ---- | ---- | ---- | ---- | ---- | ---- | ----- | ----- | ---- | ----- | ---- | ---- |
|                      | Giro de Italia       | —    | —    | —    | —    | —    | —    | —    | —    | —    | —     | —     | —    | —     | —    | —    |
|                      | Tour de Francia      | —    | —    | —    | —    | —    | —    | —    | —    | —    | 110.º | 121.º | —    | —     | —    | —    |
|                      | Vuelta a España      | —    | —    | —    | Ab.  | Ab.  | —    | —    | Ab.  | —    | —     | —     | —    | 118.º | —    | —    |
| Mundial en Ruta      | Mundial en Ruta      | —    | —    | —    | —    | —    | —    | —    | —    | Ab.  | —     | —     | —    | Ab.   | —    | —    |
| Mundial Contrarreloj | Mundial Contrarreloj | —    | —    | —    | 6.º  | —    | —    | —    | 31.º | 7.º  | —     | 33.º  | —    | —     | —    | —    |

—: no participa

Ab.: abandono

## Equipos
- Mapei-GB (1997)[3]
- Vlaanderen 2002-Eddy Merckx (1998)
- Mapei-QuickStep (1999-2000)
- Domo-Farm Frites (2001-2002)
- Lotto-Domo (2003-2004)
- Discovery Channel (2005-2006)
- Lotto (2007-2010)
  - Predictor-Lotto (2007)
  - Silence-Lotto (2008-2009)
  - Omega Pharma-Lotto (2010)
- Katusha Team (2011)
- Accent Jobs-Willems Veranda´s (2012)